# آلفردو مخیا
آلفردو مخیا (انگلیسی: Alfredo Mejía؛ زادهٔ ۳ آوریل ۱۹۹۰) بازیکن فوتبال اهل هندوراس است.
از باشگاه‌هایی که در آن بازی کرده است می‌توان به باشگاه فوتبال دپورتیوو المپیا، باشگاه فوتبال اودینزه، باشگاه فوتبال موتاگوا، و باشگاه فوتبال رئال اسپانیا اشاره کرد.
وی همچنین در تیم‌های ملی فوتبال زیر ۲۳ سال هندوراس و هندوراس بازی کرده است.